# La Cage Aux Folles (musical)
La Cage aux Folles is een musical naar het boek van Harvey Fierstein en met tekst en muziek van Jerry Herman. Het is gebaseerd op een Frans toneelstuk uit 1972 van Jean Poiret.

## Productie
De originele Broadway-uitvoering uit 1983 ontving negen Tony Award-nominaties en won er zes, waaronder die voor Beste Musical, Beste Muziek en Beste Scenario. Het succes van de musical bracht een West End- en verschillende internationale producties voort. De Broadway-revival in 2004 won een Tony Award voor Best revival and London revival. In 2008 ontving La Cage aux Folles de Laurence Olivier Award voor Beste Musical Revival.

## Verhaal
La Cage aux Folles speelt zich af in het nachtleven van Saint-Tropez. Albin en Georges leiden een liefdevol en onbekommerd bestaan aan de Franse Côte d'Azur. Hier runnen zij de befaamde nachtclub ‘La Cage aux Folles’ waar Albin met zijn travestieact als de beroemde Zaza triomfen viert. Wanneer de zoon van Georges aankondigt te willen trouwen met de dochter van een conservatieve politicus wordt hun leven op zijn kop gezet. Het frivole appartement moet worden omgetoverd tot een sobere kloosterkamer, de biologische moeder moet worden opgespoord en vooral ‘Albin moet weg’. Dit alles om hun levensstijl te verbergen en de schone schijn van ‘normaal’ gezin op te houden. 

## Nederland
De eerste Nederlandse productie ging op 24 augustus 1995 in Koninklijk Theater Carré in Amsterdam in een vertaling van Seth Gaaikema in première.

De hoofdrollen werden vertolkt door Jacco van Renesse als Albin/Zaza en Fred Butter als Georges, die de eigenlijk voor deze rol gecaste Ramses Shaffy verving.
Op 16 november 2010 ging een nieuwe Nederlandse productie in een vertaling van Martine Bijl (liedteksten) en Jon van Eerd (Spreekteksten) in première in het nieuwe DeLaMar Theater in Amsterdam in de volgende bezetting:
- Albin / Zaza: Jon van Eerd
- Georges: Stanley Burleson
- Jaqueline: Gerrie van der Klei / Anouk van Nes (verving Gerrie van der Klei in verband met blessure)
- Jacob: Juan Wells
- Jean-Michel: Karel Simons
- Anne Dindon: Anouk Maas
- Edouard Dindon: Derek de Lint / Bartho Braat (vanaf maart 2011)
- Marie Dindon: Liz Snoijink / Mariska van Kolck (vanaf maart 2011)
- Francis: Arie Cupé
- Tabarro: Timo Bakker

## Vlaanderen
Deep Bridge produceerde in 2019 een eerste Vlaamse productie. Deze productie speelde in Theater Elkerlyck in Antwerpen. Regie en vertaling was in handen van Stany Crets. Laurent Flament was verantwoordelijk voor de choreografie. Ad van Dijk was musical supervisor.
De bezetting was als volgt: 
- Albin/ Zaza: Koen Crucke
- Georges: Koen Van Impe
- Marie Dindon: Daisy Thys
- Edouard Dindon: Manou Kersting
- Jacqueline: Greet Rouffaer
- Jean Michel: Matthew Michel
- Anne Dindon: Helle Vanderheyden
- Jacob: Florian Avoux
- Francis: Sven Tummeleer
- Cagelles: Laurenz Hoorelbeke, Baptiste Vuylsteke, Kenny Verelst, Yannick Dijck, Rowan Kievits, Bart Aerts & Jervin Weckx
- Ensemble: Sofie De Schryver, Jens Sauviller, Oonagh Jacobs & Floris Devooght